# 路易二世·德·波旁-旺多姆

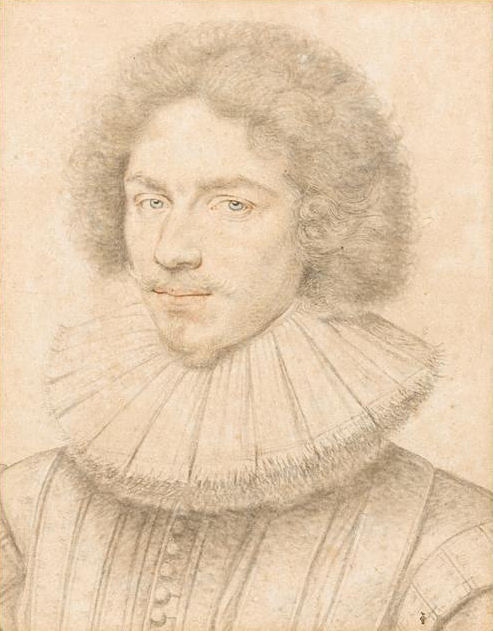
路易二世·德·波旁-旺多姆

路易二世·德·波旁-旺多姆，第二代旺多姆公爵（Louis of Bourbon-Vendôme (Louis II, Duke of Vendôme)，1612年10月—1669年8月12日），法國貴族、政治人物，第二代旺多姆公爵。
父親是第一代旺多姆公爵塞萨尔，是法國國王亨利四世的庶子。
早年從戎，1640年出任普罗旺斯总督。1651年和紅衣主教马扎然的侄女劳拉·曼奇尼结婚，1657年他的妻子去世後，他剃髮出家，後成为紅衣主教，並受封為教皇使节。

## 子女
- 路易·约瑟夫·德·波旁（Louis Joseph，1654年－1712年），旺多姆公爵和法国元帅。
- 菲利普·德·旺多姆（Philippe，1655年－1727年）, 称为le prieur de Vendôme 。
- Jules César（1657年－1660年） 。